# Piotr Szczepański
Pour les articles homonymes, voir Szczepański.
Piotr Szczepański (31 juillet 1988 à Nowe Miasto nad Pilicą) est un céiste polonais pratiquant le slalom.

## Palmarès

### Jeux olympiques
- 2012 à Londres, (Royaume-Uni)
  - 5e en C2
- 2016 à Rio de Janeiro (Brésil)
  - 5e en C2.

### Championnats d'Europe de canoë-kayak slalom
- 2009 à Nottingham, (Royaume-Uni)
  -  Médaille de bronze en C2 par équipe
- 2010 à Čunovo, (Slovaquie)
  -  Médaille d'argent en C2 par équipe
- 2013 à Cracovie  Pologne
  -  Médaille d'argent en C2